# Childrena childreni
Childrena childreni är en fjärilsart som beskrevs av Gray 1831. Childrena childreni ingår i släktet Childrena och familjen praktfjärilar. Inga underarter finns listade i Catalogue of Life.

## Bildgalleri

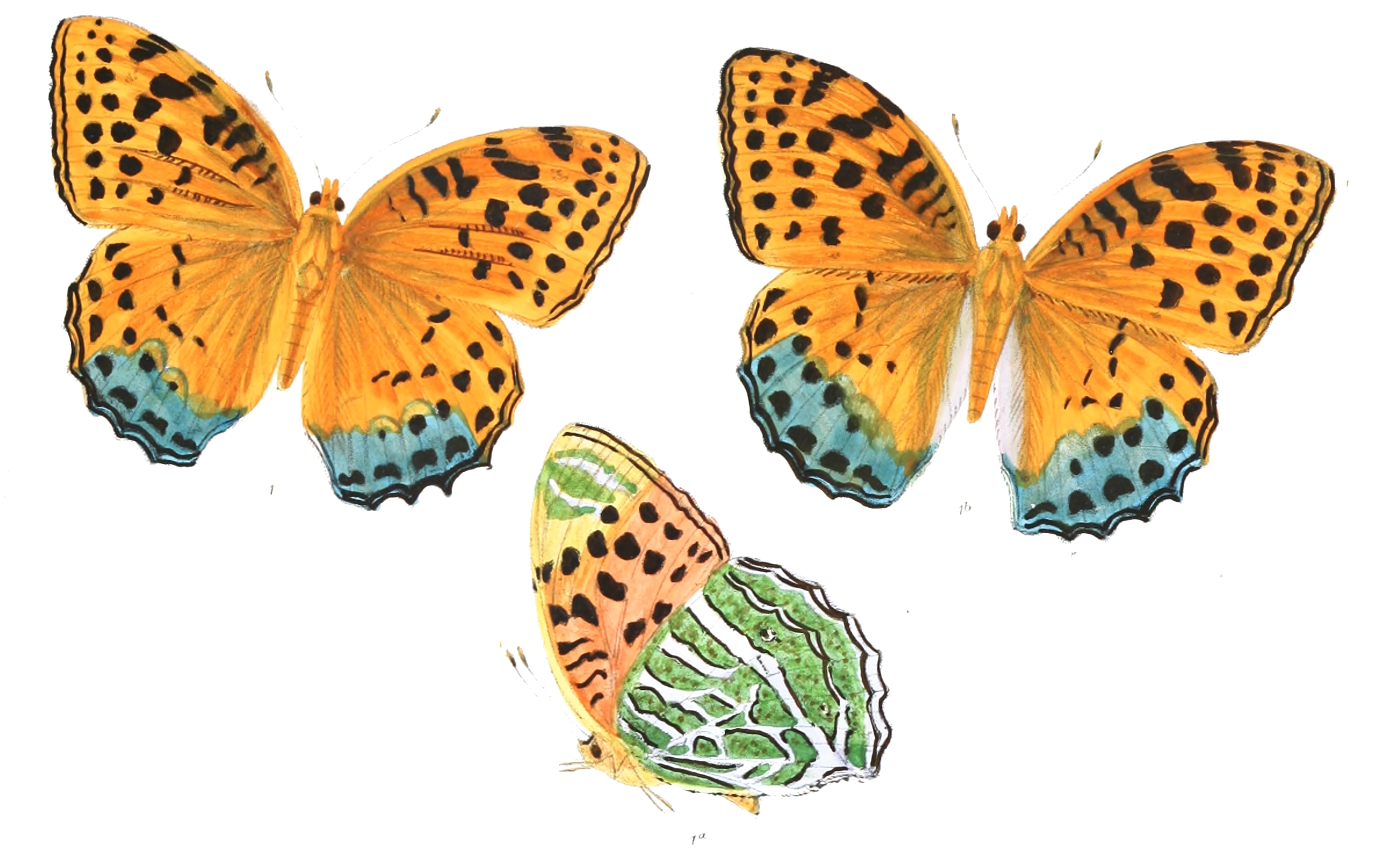